# Nancy Langat
Nancy Jebet Langat (* 22. srpen 1981, Keňa) je keňská atletka, běžkyně na střední vzdálenosti, jejíž specializací je především běh na 1500 metrů.

## Kariéra
Medailové úspěchy začala sbírat již jako juniorka. V letech 1996, 1998 a 2000 na juniorských mistrovstvích světa v atletice získala v bězích na 800 metrů postupně bronzovou, stříbrnou i zlatou medaili.
Dvakrát se zúčastnila afrického šampionátu. V roce 2004 v běhu na 800 metrů doběhla zlatá, v roce 2008 v běhu na 1500 metrů skončila bronzová. V roce 2005 se zúčastnila světového mistrovství v přespolním běhu, na krátké trati ale doběhla až osmá.
Největší úspěch přišel na letní olympiádě v Pekingu, kde si v běhu na 1500 metrů doběhla pro zlatou medaili. Reprezentovala také na předchozí olympiádě v Athénách, kde skončila její cesta v semifinále.

### Osobní rekordy
- 800 m – 2:01,26 (2000)
- 1500 m – 4:00,23 (2008)

## Osobní život
Nancy je vdaná za maratonce Kennetha Cheruiyota. Jejímu nejstaršímu synovi bylo právě šest let v den, kdy získala zlatou olympijskou medaili. Nancy je profesionální pilotkou vedenou u Keňských aerolinií.